# 福岡県道566号大原周船寺停車場線
福岡県道566号大原周船寺停車場線（ふくおかけんどう566ごう おおばるすせんじていしゃじょうせん）は、福岡県福岡市西区を通る一般県道である。

## 概要
福岡市西区今津から福岡市西区周船寺1丁目に至る。
JR九州筑肥線 周船寺駅から国道202号までの間（都市計画道路周船寺駅前線）の道路拡幅工事が2023年（令和5年）1月に完成した。

### 路線データ
- 起点：福岡県福岡市西区今津（福岡県道54号福岡志摩前原線交点）
- 終点：福岡県福岡市西区周船寺1丁目（JR九州筑肥線 周船寺駅前）

## 路線状況

### 重複区間
- 福岡県道85号福岡志摩線（福岡市西区太郎丸1丁目・元岡小学校東交差点 -　福岡市西区丸川1丁目）
- 国道202号（福岡市西区周船寺1丁目・周船寺西交差点 - 福岡市西区周船寺1丁目・周船寺交差点）
- 福岡県道561号周船寺有田線（福岡市西区周船寺1丁目・周船寺交差点 - 福岡市西区周船寺2丁目）

### 道路施設

#### 橋梁
- 新弁天橋（弁天川、福岡市西区）
- 昭代橋（瑞梅寺川、福岡市西区、福岡県道85号福岡志摩線重複区間内）
- 周船寺駅前橋（周船寺川、福岡市西区）

## 地理

### 通過する自治体
- 福岡市（西区）

### 交差する道路
| 交差する道路                                                  | 交差する場所 | 交差する場所       |
| ------------------------------------------------------------- | ------------ | ------------------ |
| 福岡県道54号福岡志摩前原線                                    | 今津         | 起点               |
| 福岡県道85号福岡志摩線 重複区間起点                           | 太郎丸1丁目  | 元岡小学校東交差点 |
| 福岡県道85号福岡志摩線 重複区間終点                           | 丸川1丁目    |                    |
| 国道202号 重複区間起点 福岡県道56号福岡早良大野城線           | 周船寺1丁目  | 周船寺西交差点     |
| 国道202号 重複区間終点 福岡県道561号周船寺有田線 重複区間起点 | 周船寺1丁目  | 周船寺交差点       |
| 福岡県道561号周船寺有田線 重複区間終点                        | 周船寺2丁目  |                    |

### 沿線
- 福岡市立今津特別支援学校
- 福岡市立元岡小学校
- JR九州筑肥線 周船寺駅